# Ameriški vstop v prvo svetovno vojno
Ameriški vstop v prvo svetovno vojno se je zgodil aprila 1917, skoraj dve leti potem, ko je takratni predsednik Amerike, Woodrow Wilson, napovedoval, da se ZDA ne bo prepustil vojni. 
Ameriško javno mnenje je poleg anglofilskega elementa, ki je pozval k zgodnji podpori Britancem in anticarističnega elementa, ki so sočustvovali z nemško vojno proti Rusiji, odražalo mnenje predsednika: občutek o nevtralnosti je bil še posebej močan med Irci, Nemci in skandinavskimi Američani, pa tudi med cerkvenimi voditelji in med ženskami na splošno. Po drugi strani je bilo ameriško mnenje še pred prvo svetovno vojno na splošno bolj negativno do Nemčije kot do katere koli druge države v Evropi. Sčasoma, zlasti po poročilih o grozodejstvih v Belgiji leta 1914 in po potopu potniške prekooceanske ladje RMS Lusitania leta 1915, so ameriški državljani vedno bolj gledali na Nemčijo kot negativna država v Evropi.
Medtem ko je bila država v miru, so ameriške banke dajale velika posojila Veliki Britaniji in Franciji, ki so jih uporabljali predvsem za nakup streliva, surovin in hrane iz vsega Atlantika. Wilson se je minimalno pripravljal na kopensko vojno, vendar je odobril velik program za ladjedelništvo mornarice ZDA. Wilson je bil leta 1916 ponovno izvoljen za predsednika.
Leta 1917, ko je Rusija doživljala politične pretrese, z Veliko Britanijo in delno okupirano Francijo pa je Nemčija prevladala v Evropi, medtem ko je Otomansko cesarstvo, zaveznikov Nemčije, držalo svoje ozemlje. Vendar je britanski gospodarski embargo in pomorska blokada zdaj povzročil pomanjkanje goriva in hrane v Nemčiji, nato pa se je Nemčija odločila, da bo nadaljevala neomejeno vojno U-podmornice. Njen cilj je bil prebiti čezatlantsko pot za Veliko Britanijo, čeprav je nemško poveljstvo spoznalo, da bodo potopljene ladje z ameriško zastavo skoraj zagotovo pripeljale ZDA v vojno.
Nemčija je dala tudi tajno ponudbo, da bi pomagala Mehiki povrniti ozemlja, izgubljena v mehiško-ameriški vojni, v kodiranem telegramu, imenovanem Telegram Zimmermann, ki so ga prestregle britanske obveščevalne službe. Objava tega sporočila je Američane ogorčila ravno takrat, ko so nemške podmornice začele napadati ameriške trgovske ladje v severnem Atlantiku. Wilson je nato v Kongresu zahteval "vojno za konec vseh vojn", ki bi naredila svet varen za demokracijo", Kongres pa je 6. aprila 1917 sklenil, da napove vojno Nemčiji. 
Ameriški vojaki so poleti 1918 začeli velike bojne operacije na Zahodni fronti pod vodstvom generala Johnom J. Pershingom.